# Joana Gomila
Joana Gomila i Sansó, född 1982 i Manacor på Mallorca, är en spansk singer-songwriter, sångare och kontrabasist. Hon har sedan mitten av 2010-talet deltagit i förnyelsen inom den baleariska folkmusiken och folkpopen. Hon kombinerar den baleariska musiktraditionen, med låttexter om nutida ämnen, och är även verksam inom jazz och teater.

## Biografi
2014 tog hon examen i jazzsång vid Conservatori Superior del Liceu i Barcelona (kopplat till operahuset Liceu), samt vid Souza Lima de Brasil i São Paulo. Hon har även utbildat sig i konsthistoria.

### Album
2016 presenterade hon sitt första musikalbum. Folk Souvenir är ett samarbete mellan Arnaud Obiols, Santi Careta, Àlex Reviriego och Laia Vallès, med Gomila som sångare, där man utgått från balearisk folkmusik och uppdaterat den till 2000-talet och improvisationer hämtade från jazzen. Fria tolkningar gjordes även av musik hämtad från bland andra Maria del Mar Bonet och Antònia Font; den senare gruppens "Holidays" (från 2004 års Taxi) utsattes för en rejäl omgörning. Den mycket personliga nytolkningen av balearisk folkmusik väckte stor uppmärksamhet inom musikkretsar.
Samarbetet med Laia Vallès fortsatte i form av en duo, som 2020 kom med albumet Paradís. Denna gång var produktionen elektroniskt präglad, experimentell till karaktären och mer frikopplad från folkmusiken. Producent var Jaume Manresa, en gång medlem i Antònia Font.

### Teater och jazz
Joana Gomila har även återkommande arbetat med olika sorters teater- och scenproduktioner. Tillsammans med Companyia Hotel Iocandi skapade hon 2014 föreställningen Esquerdes ('Sprickor'), där man kombinerade cirkus och musik. Produktionen belönades 2015 med Zirkòlica-priset som bästa cirkusföreställning i Katalonien.
Tillsammans med koreografen Mariantònia Oliver skapade Gomila 2018 musik till scenföreställningen Las Muchísimas. Samma år producerade hon musik- och dansföreställningen Sa mateixa (baleariska för: 'Densamma') ihop med Lali Ayguadé.
Den produktiva Joana Gomila framträder i jazzsammanhang bland annat som del av duon Ca!, skapad tillsammans med ovannämnde Obiols (slagverkare). Hon har även verkat som sångare i Rufaca Folk Jazz Orchestra, ett katalanskt storband under ledning av Sergi Vergés. Ett annat samarbete är det med den katalanska singer-songwritern Lu Rois, där hon 2017 spelade kontrabas på dennas album Clarobscur.

### Övrigt
Sedan slutet på 2010-talet bor och verkar hon på fastlandet, med bas i Barcelona.

## Verk

### Diskografi
- Folk Souvenir (med Santi Careta, Arnau Obiols, Laia Vallès och Alex Reviriego; Bubota Discos, 2016)

Joana Gomila & Laia Vallés
- Paradís (Bubota Discos, 2020)

Övriga samarbeten
- Beatus Ille (Rufaca Folk Jazz Orchestra; SeedMusic, 2017)

### Teater
- Las Muchísimas (2018)
- Sa mateixa (tillsammans med Lali Ayguadé; 2018)